# Ischiopsopha olivacea
Ischiopsopha olivacea är en skalbaggsart som beskrevs av Thomson 1860. Ischiopsopha olivacea ingår i släktet Ischiopsopha och familjen Cetoniidae. Utöver nominatformen finns också underarten I. o. ulricae.